# Ar-Rasif
Ar-Rasif (arab. الرصيف) – miejscowość w Syrii, w muhafazie Hama. W 2004 roku liczyła 1689 mieszkańców.